# جيمس آرثر دوز
كان جيمس آرثر دوز (بالإنجليزية: James Arthur Dawes)‏ (من 16 يونيو 1866 إلى 14 نوفمبر 1921) محاميًا إنكليزيًا ورجل أعمال وعضوًا ليبراليًا في البرلمان من 1910 إلى 1921.

## الأسرة والتعليم
كان جيمس آرثر دوز نجل ريتشارد داوز من كاسل هيل، إيلينغ، ميدلسكس ، محامٍ في محكمة أنجل كورت، شارع ثيرجمورتون، لندن. تلقى تعليمه في كلية هارو وكلية كلية أكسفورد الجامعية حيث حصل على درجة الماجستير ودرجة البكالوريوس في القانون المدني . في عام 1920 ، تزوج من فيوليت بريدمور من بينج في ساري .  وليس لديهم أطفال.

## مهنة
تأهل دوز كمحامٍ في عام 1891  وتم قبوله في شركة والده في يناير 1892  وكان لاحقًا قاضي الصلح في مقاطعة لندن .  منذ بداية الحرب العالمية الأولى، خدم دوز مع الاحتياطي البحري الملكي إلى رتبة قائد بالنيابة بحلول عام 1918. كان يعمل في عمليات كاسحة للألغام . 

## ساوثوورك وسياسة لندن
كان لدى داوز منزل في كينينجتون بارك رود في ساوثوارك . لقد اهتم بشدة بالشئون المحلية  وكان رئيس مجلس إدارة ما يسمي بمجلس الرعية، الفترة من 1897 إلي 1900،وكان دوز أول عمدة لبلدية ساوثوورك من 1900-1901 ونائب عمدة في العام التالي.  أعيد انتخابه عمدة في 1913-1914  و1914-1915. شغل أيضًا منصب عضو مؤسس في مجلس مياه متروبوليتان في 1903-1904. تم انتخابه لاحقًا كعضو في مجلس مقاطعة لندن للحزب التقدمي لعدة سنوات بين 1906 و 1913.  في عام 1911 تم تعيين دوز في اللجنة المشتركة بمجلسي البرلمان للنظر في مشروع القانون الذي تم الترويج له من قبل مجلس المياه متروبوليتان لبناء سلسلة من الأعمال الجديدة والخزانات على نهر التايمز  من عام 1912 إلى عام 1914 ، كان رئيس لجنة التأمين لمقاطعة لندن،  تم إنشاؤه لإدارة الجوانب الطبية لقانون التأمين الوطني لعام 1911 ، والذي أنشأ لأول مرة تأمينًا إلزاميًا ضد المرض والبطالة للعمال. 

## وفاته
توفي في 14 نوفمبر 1921 في سيدينهام عن عمر 55 عامًا.  تسبب موته في انتخابات فرعية في ساوثوارك فاز بها توماس إليس نايلور عن حزب العمل.

## أعمال
كتب دوز كتب مرتبطة بالتأمين الوطني للحزب الليبرالي.

## روابط خارجية
- Hansard 1803–2005: contributions in Parliament by James Dawes